# 卡諾尼齊克
49°0′31″N 27°43′58″E / 49.00861°N 27.73278°E
卡諾尼齊克（烏克蘭語：Каноницьке），是烏克蘭的村落，位於該國西南部文尼察州，由日梅林卡區負責管轄，面積2.45平方公里，海拔高度327米，2001年人口120，人口密度每平方公里49.08人。